# Holyoke Falcos
Holyoke Falcos is een voormalige Amerikaanse voetbalclub uit Holyoke, Massachusetts. De club werd opgericht in 1921 en opgeheven in 1924. De club speelde één seizoen in de American Soccer League. Hierin werd geen aansprekend resultaat behaald.